# Melanchra pisella
Melanchra pisella là một loài bướm đêm trong họ Noctuidae.